# 高鷲村
高鷲村（たかすむら）は、岐阜県郡上郡にあった村である。飛騨高地の山村で、スキー場が多かった。郡上郡の7町村が2004年に合併し郡上市となった。

## 地理
飛騨高地の中にある。起伏が激しい山地がほとんどだが、ひるがの高原（蛭ヶ野）、上野高原のような傾斜の緩い所もあった。
北東の鷲ヶ岳の麓から長良川が発して南西に流れ、村の西境で白鳥町に出た。村の中心は、この長良川沿いにあった。
- 山: 大日ヶ岳(1,709m)、鷲ヶ岳(1,671m)
- 河川: 長良川、鷲見川、猪洞川、八百僧谷川、叺谷

気候は冷涼で、年平均気温は13.0度、2月平均1.7度、7月平均26.5度。年間降雪量は、南部の大鷲で381mm、北部のひるがので568mm。

### 隣接していた自治体
- 白鳥町（現在は郡上市の一部）
- 荘川村（現在は高山市の一部）

## 歴史
- 1897年（明治30年）4月1日 - 大鷲村、鮎立村、西洞村、鷲見村が合併して発足。
- 1921年（大正10年）6月頃 - 村役場が移転[1]。
- 2004年（平成16年）3月1日 - 八幡町、大和町、白鳥町、美並村、明宝村、和良村と合併し郡上市が発足。同日高鷲村廃止。

なお当村は昭和の大合併で後の白鳥町との合併を検討しており後に離脱しているが、今回の合併で結局は同じ自治体となったものの、高鷲という地名は残った。（例 郡上市高鷲町大鷲）

## 行政
高鷲村最後の村長は、硲孝司（はざまたかし、初代郡上市長）で、2001年の議員定数は10人、一般職職員数は85人だった。

## 経済

### 産業
- 山林が多く、元は林業が盛んであったが、20世紀末に衰退した。
- 水田が比較的少なく、かわりに大根の栽培が盛んで、その他若干の野菜とあわせて総生産額の6割を占めた。他に乳牛が飼育された。
- 産業人口（2000年）
  - 第1次産業就業者数 - 0314 人
  - 第2次産業就業者数 - 0493 人
  - 第3次産業就業者数 - 1089 人

## 教育
- 高鷲村立高鷲中学校
- 高鷲村立高鷲北小学校
- 高鷲村立高鷲小学校

### 2004年以前に廃校となった小中学校
- 高鷲村立高鷲中学校鷲見分校（1962年廃校）
- 高鷲村立大日中学校（1965年廃校）
- 高鷲村立高鷲中学校西洞分校（1965年廃校）
- 高鷲村立高鷲小学校下地分校（1966年廃校）
- 高鷲村立高鷲小学校切立上野冬季分校（1967年廃校）
- 高鷲村立高鷲小学校大洞分校（1976年廃校）
- 高鷲村立高鷲小学校切立分校（1976年廃校）
- 高鷲村立高鷲小学校鷲見上野分校（1977年廃校）
- 高鷲村立高鷲小学校鷲見分校（1995年廃校）
- 高鷲村立高鷲小学校西洞分校（1995年廃校）
- 高鷲村立大日小学校（1995年廃校）

## 交通

### 道路
東海北陸自動車道が、南から入って北東に抜けた。途中、村の南部に高鷲インターチェンジがあった。
高速道路
- 東海北陸自動車道
  - 高鷲インターチェンジ
  - ひるがの高原サービスエリア

一般国道
- 国道156号 （長良川沿いに通り、南の白鳥町、北の荘川村に通じた。）

主要地方道
- 岐阜県道45号高鷲インター線

一般県道
- 岐阜県道316号鮎立恩地線
- 岐阜県道321号ひるがの高原線
- 岐阜県道452号惣則高鷲線

林道
- 新開地林道

### 鉄道
村内には鉄道路線はない。
隣町の白鳥町にある長良川鉄道北濃駅、美濃白鳥駅が最寄で、村内の唯一の路線バスの岐阜バス荘川八幡線に接続していたが、郡上市合併後の2010年9月に廃止になり、以後は白鳥交通の白鳥ひるがの線への接続となった。

### 高速バス
村内には高速バス停留所が設置されてないが、県庁のある岐阜市方面は隣町の白鳥町の美濃白鳥駅から高速八幡線があり、村内の唯一の路線バスの荘川八幡線（前述）に接続していた。また、京都・大阪方面は郡上八幡インターチェンジから濃飛バスが運行している。

## レジャー
- 郡上高原スキー場
- ダイナランド
- 高鷲スノーパーク
- ひるがの高原スキー場
- ホワイトピアたかす
- 鷲ヶ岳スキー場